# Caligatus splendissima
Caligatus splendissima là một loài bướm đêm trong họ Noctuidae.